# مقصودوو (شهرستان کوگارچینسکی، باشقیرستان)
مقصودوو (انگلیسی: Maxyutovo, Kugarchinsky District, Republic of Bashkortostan) یک شهرک در شهرستان کوگارچینسکی جمهوری باشقیرستان در کشور روسیه است.